# Danie Visser
Danie Visser (Rustenburg, Sudáfrica, 26 de julio de 1961) es un exjugador de tenis sudafricano que alcanzó a ser N.º 1 del mundo en dobles.

## Torneos de Grand Slam

### Campeón Dobles (3)
| Año  | Torneo               | Pareja         | Oponentes en la final         | Resultado       |
| 1990 | Abierto de Australia | Pieter Aldrich | Grant Connell Glenn Michibata | 6-4 4-6 6-1 6-4 |
| 1990 | US Open              | Pieter Aldrich | Paul Annacone David Wheaton   | 6-2 7-6 6-2     |
| 1993 | Abierto de Australia | Laurie Warder  | John Fitzgerald Anders Järryd | 6-4 6-3 6-4     |

### Finalista Dobles (1)
| Año  | Torneo    | Pareja         | Oponentes en la final | Resultado            |
| 1990 | Wimbledon | Pieter Aldrich | Rick Leach Jim Pugh   | 6-7(5) 6-7(4) 6-7(5) |